# Liste des épisodes de Warehouse 13
Cet article présente la liste des épisodes de la série télévisée américaine Warehouse 13.

## Première saison (2009)
La première saison, composée de treize épisodes, a été diffusée du 7 juillet 2009 au 22 septembre 2009 sur Syfy, aux États-Unis.
1. Bienvenue, première partie (Pilot: Part One)
2. Bienvenue, deuxième partie (Pilot: Part Two)
3. Résonances (Resonance)
4. Magnétisme (Magnetism)
5. Claudia (Claudia)
6. Légendes indiennes (Elements)
7. La Main de Dieu (Burnout)
8. Le Sabre (Implosion)
9. Reflet trompeur (Duped)
10. Remords (Regrets)
11. Tout va très bien (Breakdown)
12. Le Pouvoir des mots (Nevermore)
13. Ventes aux enchères (MacPherson)

## Deuxième saison (2010)
Le 20 août 2009, la série a été renouvelée pour une deuxième saison de treize épisodes. Elle a été diffusée du 6 juillet 2010 au 7 décembre 2010 (avec un épisode spécial Noël) sur Syfy, aux États-Unis.
1. Le temps le dira (Time Will Tell)
2. Mon doux héros (Mild Mannered)
3. Terreur en 3D (Beyond Our Control)
4. Vieillir en beauté (Age Before Beauty)
5. Hugo 1 (13.1)
6. La Théorie du complot (Around the Bend)
7. À charge de revanche (For the Team)
8. À mélanger avec précaution (Merge with Caution)
9. Vendetta (Vendetta)
10. Voyage dans le temps (Where and When)
11. L'Entrepôt perdu (Buried)
12. Réinitialisation (Reset)
13. Larry « Lanouille » (Secret Santa)

## Troisième saison (2011)
Le 20 septembre 2010, la série a été renouvelée pour une troisième saison de treize épisodes. Elle a été diffusée du 11 juillet 2011 au 6 décembre 2011 (avec un épisode spécial Noël), sur Syfy, aux États-Unis.
1. Le Folio perdu (The New Guy)
2. Régression (Trial)
3. Des yeux pour tuer (Love Sick)
4. Reine d’un jour (Queen for a Day)
5. La Corne volante (3…2…1)
6. C’est pas du jeu ! (Don't Hate the Player)
7. 47 Secondes (Past Imperfect)
8. Piège de verre (The 40th Floor)
9. Ombres (Shadows)
10. Une faim de loup (Insatiable)
11. Emily Lake (Emily Lake)
12. La Dernière Bataille (Stand)
13. La vie est belle (The Greatest Gift)

## Quatrième saison (2012-2013)
Le 12 août 2011, la série a été officiellement renouvelée pour une quatrième saison de treize épisodes. Puis, le 13 janvier 2012, Syfy a commandé sept épisodes supplémentaires à la quatrième saison, soit un total de vingt épisodes. Elle est diffusée depuis le 23 juillet 2012 sur Syfy, aux États-Unis.
1. Un souffle d'espoir (A New Hope)
2. Démon caché (An Evil Within)
3. Voleur d'artefacts (Personnal Effects)
4. Sac de billes (There's Always a Downside)
5. Souffrir n'est pas jouer (No Pain, No Gain)
6. Jeu de miroir (Fractures)
7. Problème de taille (Endless Wonder)
8. Seconde Chance (Second Chance)
9. Jeu de massacre (The Ones You Love)
10. Chutes (We All Fall Down)
11. Les Morts et les Vivants (The Living and the Dead)
12. Les Derniers Survivants (Parks and Rehabilitation)
13. Série noire (The Big Snag)
14. Pure magie (The Sky's the Limit)
15. Peur primale (Instinct)
16. Évasion (Runaway)
17. Le Sens des priorités (What Matters Most)
18. Chasse au pirate (Lost and Found)
19. Le temps qui reste (All the Time in the World)
20. L'Heure de vérité (The Truth Hurts)

Source titres FR

## Cinquième saison (2014)
Le 17 mai 2013, la série a été officiellement renouvelée pour une cinquième et dernière saison de six épisodes diffusée depuis le 14 avril 2014 sur Syfy, aux États-Unis et Showcase, au Canada.
1. Une éternité en enfer (Endless Terror)
2. Services secrets (Secret Services)
3. Sans peur et sans reproche (A Faire to Remember)
4. Dédoublements (Savage Seduction)
5. Entrepôt 14 (Cangku Shisi)
6. Fin de bail (Endless)